# Криптозаштита
Криптозаштита је једна од две главне области криптологије, посебна делатност војних, државних (дипломатских, безбедносних, економских) и других органа и организација у циљу обезбеђења заштите тајности порука при преношењу каналима везе.
Обухвата:
- научноистраживачки рад за проналажење криптолошких поступака и средстава
- организацију криптозаштите
- примену криптозаштите у пракси

За обављање послова криптозаштите се, начелно, формирају посебни стручни органи.
Због значаја који имају, све делатности криптозаштите се сврставају у ред врхунских тајни и обавезно се уређују законима.